# 世界の果てまで (山下達郎の曲)
「世界の果てまで」（せかいのはてまで）は、1995年11月1日に発売された山下達郎通算27作目のシングル。

## 解説
「世界の果てまで」は読売テレビ - 日本テレビ系ドラマ『ベストフレンド』主題歌として制作された。当初はシングルのみでのリリースだったが、後にベスト・アルバム『TREASURES』とオールタイム・ベスト『OPUS 〜ALL TIME BEST 1975-2012〜』にそれぞれ収録された。「Endless Game」同様、結果的に作家的な意思が強く出た、自身の作品としては異色なアプローチとなったと思うという。この曲で山下は「冬に向かう季節、青山の絵画館通りあたりの、雨の日の情景を描きたかった」のだという。
「二人の夏」は1994年にシュガー・ベイブのアルバム『SONGS』がオリジナル・マスターでCD化されたのにあわせて行われた『TATSURO YAMASHITA Sings SUGAR BABE』のライブ音源。後にアルバム『Ray Of Hope』初回限定盤にセットのボーナスCD『Joy 1.5』に「二人の夏 ('94 Live Version)」のタイトルで収録された。シュガー・ベイブとほぼ同時期に活動していたグループ“愛奴”のデビュー曲で、後にソロで活動する浜田省吾の作品。バンド結成後、帰郷した広島でバンドでのリハーサルを行っていた1972年頃に書いた曲だという。浜田によれば、メンバーに聞かせたところ良い曲だと言われ「ああ、俺にもメロディー作れるんだって思い始めた」のだという。シュガー・ベイブのライブでは演奏されなかったが『TATSURO YAMASHITA Sings SUGAR BABE』では、当時から大好きだったというこの曲もソロ・デビュー以前のレパートリーとともに演奏された。このカヴァー・ヴァージョンを聴いた浜田は「口に言い表せない名誉です」とし、「すごく大人っぽくなっています。演奏は俺達よりもはるかに上手いです」ともコメントしている。
このシングル以降、タイトル・トラックのオリジナル・カラオケが併せて収録されるようになった。

## 収録曲
1. 世界の果てまで  –  (5:04)[1]
  - Words & Music by Tatsuro Yamashita
  - ©1995 Yomiuri-TV Enterprise & Smile Publishers Inc.
  - 読売テレビ - 日本テレビ系連続ドラマ「ベストフレンド」主題歌
2. 二人の夏 (LIVE VERSION)  –  (4:15)[1]
  - Words & Music by Shogo Hamada
  - ©1987 HoriPro Inc.
3. 世界の果てまで (オリジナル・カラオケ)  –  (5:04)[1]

## レコーディング

### 世界の果てまで
| 山下達郎 | - Drum Programming, Computer Programming, Electric Bass, - Electric Guitar, Acoustic Guitar, Synthesizers, Percussion, - Autoharp & Background Vocals |

| 佐藤康夫 Mixing Engineer |

### 二人の夏 (LIVE VERSION)
| 山下達郎 Acoustic Guitar          |
| 島村英二 Drums                    |
| 伊藤広規 Bass                     |
| 佐橋佳幸 Electric Guitar          |
| 難波弘之 Keyboards                |
| 重実徹 Keyboards                  |
|                                   |
| 佐藤康夫 Mixing Engineer          |
|                                   |
| 1994年5月2日 中野サンプラザホール |

## クレジット
- Produced & Arranged by TATSURO YAMASHITA

## リリース日一覧
| 地域 | タイトル                                 | リリース日    | レーベル               | 規格          | 品番      | 備考                                                   |
| ---- | ---------------------------------------- | ------------- | ---------------------- | ------------- | --------- | ------------------------------------------------------ |
| 日本 | 世界の果てまで / 二人の夏 (LIVE VERSION) | 1995年11月1日 | MOON ⁄ east west japan | 8cmCDシングル | AMDM-6145 | 外袋に“「ベストフレンド」主題歌”のステッカーが貼られる |

## 収録アルバム

### 世界の果てまで
| # | タイトル                         | リリース日     | レーベル                  | 規格        | 品番                                                  | 備考                                   |
| - | -------------------------------- | -------------- | ------------------------- | ----------- | ----------------------------------------------------- | -------------------------------------- |
| 1 | TREASURES                        | 1995年11月18日 | MOON ⁄ east west japan    | CD          | AMCM-4240                                             | ムーン・レーベル初のベスト・アルバム   |
| 1 | TREASURES                        | 1999年6月2日   | MOON ⁄ WARNER MUSIC JAPAN | CD          | WPCV-10028                                            | 品番改定によるイーストウエスト盤の再発 |
| 2 | OPUS 〜ALL TIME BEST 1975-2012〜 | 2012年9月26日  | MOON / WARNER MUSIC JAPAN | - 4CD - 3CD | - WPCL-11201/4【初回限定盤】 - WPCL-11205/7【通常盤】 | オールタイム・ベスト                   |

### 二人の夏 (LIVE VERSION)
| # | タイトル    | リリース日    | レーベル                  | 規格 | 品番                       | 備考                                                 |
| - | ----------- | ------------- | ------------------------- | ---- | -------------------------- | ---------------------------------------------------- |
| 1 | Ray Of Hope | 2011年8月10日 | MOON / WARNER MUSIC JAPAN | 2CD  | WPCL-10964/5【初回限定盤】 | - 『Joy 1.5』 - 初回限定盤にセットのボーナスCDに収録 |